# James Dundas
James Whitley Deans Dundas (ur. 4 grudnia 1785, zm. 3 października 1862) – brytyjski admirał.
W 1846 został lordem admiralicji, w 1851 objął naczelne dowództwo nad flotą Morza Śródziemnego.

## Ordery i odznaczenia
- Order Medżydów (1855, Imperium Osmańskie)[1]